# Lords of Chaos (gra komputerowa)
Lords of Chaos – komputerowa taktyczna strategia turowa osadzona w świecie fantasy, stworzona przez Juliana Gollopa, wydana w 1990 na ZX Spectrum, później przeportowana na komputery 16-bitowe, to kontynuacja Chaos: The Battle of Wizards.

## Rozgrywka
W rozgrywce, w zależności od scenariusza, może brać udział do 4 graczy, podobnie jak w pierwszej części, gracze wcielają się w walczących między sobą magów. Czarodzieje posiadają przeróżne czary, zarówno polegające na bezpośrednim ataku (magiczny pocisk, klątwa), jak i takie które przyzywają kreatury, zarówno zwykłe zwierzęta jak np. niedźwiedzie, jak i istoty fantastyczne takie jak demony, upiory czy wampiry na pole bitwy, czy też zmieniające pole bitwy, jak powódź.
Względem pierwszej części dodano nową zawartość, jak tworzenie i używanie mikstur, również mapa jest większa, podobnie jak w innej grze Gollopa, Laser Squad, zajmująca wiele ekranów, i złożona z różnych elementów - w grze zawarto 3 różne scenariusze.

## Przyjęcie
Gra została wysoko oceniona, m.in. magazyn Crash uznał ją za najlepszą grę w kategorii "BEST ADVENTURE / STRATEGY GAME" w roku 1990.